# Национално знаме на Куба
Националното знаме на Куба е прието на 20 май 1902 г.
Състои се от поле с 5 сини и бели ивици, разположени водоравно, и червен равностранен триъгълник вляво с бяла петолъчна звезда.
Знамето е използвано за първи път през 1848 г. от освободителното движение, борещо се за независимостта от Испания.
Статут на държавен флаг получава през 1902 г., когато Куба получава своята формална независимост и от САЩ.

## История на кубинското знаме
- Знаме на Кръста на Бургундия (1521–1843)
- Знаме на Испанска Америка (1843–1873; 1874–1898)
- Знаме на Първата испанска република (1873–1874)
- Знамето на Céspedes в Десетгодишната война (1868–1878)
- Флаг на първата Република Куба (1902–1906; 1909–1959)
- Знаме на движението 26 юли
- Знаме на министър-председателя на Куба (1959-1976)
- Стандарт на президента на Куба
- Знаме на военното правителство на Съединените щати в Куба (1898-1902; 1906-1909)